# Nicolaus Olai Bothniensis
Nicolaus Olai Bothniensis (versione latinizzata di Nils Olofsson från Västerbotten; Piteå, 1550 circa – 18 maggio 1600) è stato un arcivescovo luterano svedese, arcivescovo di Uppsala dal 1599 fino alla sua morte.

## Biografia
Fu il successore di Abraham Angermannus, che era stato imprigionato, ma prima di essere ordinato morì il 18 maggio 1600.
Da giovane aveva studiato presso l'Università di Rostock e aveva viaggiato attraverso l'Europa.
Come il suo predecessore, Bothniensis era stato in prigione per la sua opposizione alla liturgia non luterana del sovrano Giovanni III, ma era stato rilasciato nel 1592 dopo un anno e mezzo.
Divenne diacono presso Uppsala e, nel 1593, divenne il primo professore di teologia all'Università di Uppsala. Fu descritto come uomo di alte qualità morali.